# Galiomyza morio
Galiomyza morio är en tvåvingeart som först beskrevs av Carl Gustav Alexander Brischke 1880.  Galiomyza morio ingår i släktet Galiomyza, och familjen minerarflugor. Arten är reproducerande i Sverige.